# 云南秋海棠
云南秋海棠（学名：Begonia modestiflora）为秋海棠科秋海棠属的植物，为中国的特有植物。分布于中国大陆的云南等地，生长于海拔720米至1,380米的地区，多生在林下溪旁或密林潮湿地，目前已由人工引种栽培。